# Хией (линеен крайцер, 1912)
Хией (на японски: 比叡) е линеен крайцер на Императорските ВМС на Япония от типа „Конго“.

## История на създаването
„Хией“ е заложен на 4 ноември 1911 г., спуснат на вода на 21 ноември 1912 г., влиза в строй през август 1914 г.
Корабът е заложен на стапела в Йокосука. Той се строи по английски чертежи, както и първият кораб на серията „Конго“, но от японски инженери.

## История на службата

### 1914 – 1929: Линеен крайцер
На 4 август 1914 г. „Хией“ влиза в строя н 3-та дивизия линкори на 1-ви флот.
На 23 август 1914 г. Япония обявява война на Германия, след което превзема бившите немски колонии в Палау и на Каролинските, Маршаловите и Марианските острови. През отомври 1914 г. „Хией“, заедно с „Конго“, напускат Сасебо за поддръжка на обсадата на Циндао от Императорската армия, но са отзовани обратно на 17 отомври. На 3 отомври 1915 г. двата кораба участват в учебни стрелби по броненосеца „Ики“.
През 1916 г. „Хией“ участва в патрулирането на китайското крайбрежие съвместно с другите, наскоро построени, кораби от своята серия „Киришима“ и „Харуна“. От 1917 г. и до края на Първата световна война повечето време „Хией“ се намира в порта на Сасебо, понякога излизайки за патрулиране на китайското и корейското крайбрежия. За цялата война „Хией“ така и не взема участие в бойни действия.
Според резултатите оъ Първата световна война Японската империя, съгласно Версайския договор, получава контрол над всички отвъдморск владения на Германия в Тихия океан. Благодарение на дружествените отношения на Япония с Британската империя и САЩ активността на Императорския флот е практически минимална. Освен патрулиране на китайските брегове, през март 1919 г., „Хией“ практически не напуска пристанището на домуване, и на 13 октомври 1920 г. е изваден в резерва.
Екипажът на „Хией“ взема участие в ликвидацията на последствията от Великото земетресение в Канто, през септември 1923 г. На 1 декември 1923 г. корабът преминава модернизация, в хода на която е увеличен подема на оръдията на главния калибър от 20 до 33 градуса.
Според условията на Вашингтонското морско съглашение от 1922 г. Императорският флот трябва да бъде подложен на съкращение за съблюдаването на пропорциите на флотовете на световните държави. Съглашението, съшо така, забранява да се строят Япония капитални кораби до 1931 г., при това те не трябва да превишават водоизместимост от 35 хиляди тона. Съществуващите линкори, при условие, че не превишават този лимит с повече от 3 хил. тона, е позволено да се подобряват, като им се поставят торпедни апарати и допълнително брониране на палубите. Вашингтонското съглашение е напълно изпълнено от Япония, и само три типа кораби от довоенната постройка – „Фусо“, „Исе“ и „Конго“, – остават в строй.
От юли 1927 г. на „Хией“ преминава служба престолонаследният принц Такамацу (по-млад брат на императора Хирохито). В периода октомври – ноември 1927 г. корабът преминава неголяма модернизация, след която може да носи два хидроплана Yokosuka E1Y. На 29 март 1928 г. „Хией“ напуска Сасебо за патрулиране на архипелага Джоушан. Посещавайки Порт Артур, през април 1928 г., корабът се връща през октомври 1929 г., за подготовка към разоръжаване и реконструкция.

### 1929 – 1937: Учебен кораб
Съблюдавайки изискванията на Вашингтонския договор и не желаейки да предава „Хией“ за скрап, командването на Императорския флот взема решение да превърне кораба в небоен учебен кораб. На 15 октомври 1929 г. „Хией“ влиза в сух док на морския арсенал на Куре. От кораба е свалено цялото въоръжение, включая торпедните апарати и бронирания пояс, а също така част от силовата установка, поради което максималната му скорост намалява до 18 възела (33 км/ч).
„Хией“ е прекласилифициран в резервен съд през 1929 г. На 24 април 1930 г. реконструкцията му е спряна, поради процедурата по подписване на Лондонския морски договор, който води до още по-големи ограничения на морските супердържави. Работите са продължени през юли 1931 г.
През септември 1931 г. Японската империя нахлува в Манджурия. Това предизвиква острата реакция на Обществото на народите, която изисква прекратяване на интервенцията. Въпреки това Япония обявява за напускането си на лигата, което дава тласък за денонсация и други международни договори, включая Вашингтонския и Лондонския договори. Императорският флот вече не е стеснен от никакви ограничения за наличие и строителство на капитални кораби. За лятото на 1933 г. „Хией“ преминава модернизация, в хода ѝ са заменени оръдията на главния калибър.

### 1937 – 1941: Реконструкция и участие във военните действия
След денонсацията на морските договори Императорският флот пристъпва към реконструкция на всички кораби от типа „Конго“, включая „Хией“, който получава нови турбини и осем котела, работещи на мазут. За увеличаване на скоростта дължината на кърмата е увеличена със 7,9 м. Кърмовата 14-дюймоваа кула е преоборудвана и са поставени системи за управление на огъня за всичките четири кули на главния калибър. Увеличен е ъгълът на възвишение на основните и спомагателните оръдия, корабът е снабден с два хидросамолета-разузнавачи Nakajima E8N и Kawanishi E7K, за които в кърмовата част, при кула № 3, са поставени катапулти и пускови установки. Монтирани са сдвоени установки за 25-мм автоматични оръдия Тип 96. Надстройката е преправена на кула-мачта, която също така ще се използва и на линкорите от типа „Ямато“, намиращи се тогава все още в стадии на проектиране.
Бронята също така е значително подобрена. Бронираният пояс отново е поставе и усилен до еднаквата дебелина от 8 дюйма (за разлика от преди – с различна дебелина 6 – 8 дюйма преди модернизацията). Бронята на кулите е усилена до 254 мм, а върху части от палубната броня са добавени 102 мм. Реконструкцията е обявена за завършена на 31 януари 1940 г.
Макар „Хией“ все още да по-слабо брониран, отколкото другите японски линкори, той е значително по-бърз. Способен да развива скорост до 30,5 възела, „Хией“ е прекласифициран в бързоходен линкор. През ноември е разпределен в Трета дивизия линкори на Първи флот.
На 26 ноември 1941 г. „Хией“ напуска залива Хитокапу (Курилски острови) в съпровождението на „Киришима“ и шестте японски бързоходни самолетоносача на Ударния отряд на 1-во авианосно съединение. На 7 декември 1941 г. самолетите от тези самолетоносачи атакуват Тихоокеанския флот на САЩ в тяхната база на Пърл Харбър, потопявайки четири линкора на ВМС на САЩ и множество други съдове. След нападението и обявяването на война на Съединените Щати „Хией“ се връща в Хашироджима и в началото на януари 1942 г. преминава на Трук за превземането на Рабаул и Кавиенг. На 1 март „Хией“ и „Киришима“ водят огън по американския разрушител „Едсол“. На 27 май „Хией“ излиза в морето в състава на главните сили за операция „MI“. След маневриране южно от Алеутските острови, без да влиза в съприкосновение с противника и на 24 юни се връща в Япония.

### 1942: Битка за Гуадалканал и гибел
През 1942 г. фокусът на Императорската армия и флот е съсредоточен върху Тихоокеанския регион, където Япония продължава активните военни действия против САЩ. Централното сражение за Тихоокеанския театър на военните действия в този момент става Битката за Гуадалканал.
На 10 ноември 1942 г. „Хией“ и неговия систършип „Киришима“, заедно с 1 лек крайцер и 14 разрушителя излизат за прикритие на голям конвой към Гуадалканал и за поредния нощен обстрел над летището Хендерсън Фийлд. През нощта на 13 ноември, в тежки метеоусловия, японското съединение се натъква на американско съединение (2 тежки крайцера, 3 леки и 8 разрушителя). И двете страни са изненадани и откриват огън един срещу друг от много близка дистанция. Впоследствие един от оцелелите участници на сражението нарича това стълкновение „бой в бар, в който са изгасери светлините“.
В завързалия се бой „Хией“ използва прожектори за откриване и целеуказание, и става цел за всички американски кораби. Той получава попадения от 203-мм снаряди на американските тежки крайцери „Портланд“ (USS Portland (CA-33)) и „Сан Франциско“ (USS San Francisco (CA-38)) и многобройни повреди по надстройките от 5-дюймови оръдия, стрелящи от близка дистанция. В резултат на това корабът губи ход, поради повреди в силовата установка.
В течение на ноща „Киришима“ буксира „Хией“, но с разсъмването е оставен в района на остров Саво. В течение на първата половина от деня на 14 ноември „Хией“ е подложен на нападения от американски самолети. В 15:30 е изоставен от екипажа и потъва в пролива Слот, след настъпването на тъмнината (със 188 души жертви). На 20 деември 1942 г. „Хией“ е изключен от списъците на флота.

## Откриване на останките
Потъналият линеен крайцер е открит в началото на 2018 г. от японски изследователи при изучаване на морското дъно в района на потъването с помощта на хидролокатор.
На 31 януари 2019 г. екипажът на експедиционния съд Petrel, принадлежащ на американския милиардер Пол Алън, съобщава за идентификация на обломките като останки от линейния крайцер „Хией“. Изучаването на обломките е проведено с помощта на дистанционно управляеми дълбоководни апарати). Останките на кораба са на дълбочина 985 метра в Соломоново море, северозападно от остров Саво (9°0’0"N 158°59’59"E).От кораба е запазена само част от корпуса с дължина около 150 метра, лежаща на дъното нагоре с кила. Носовата част на кораба, с дължина около 70 метра, е напълно изгубена и не е открита. Предполага се, че тя се откъсва вследствие на детонацията на погребите за боеприпаси на носовите кули на оръдията от главния калибър.
На разстояние около 7,5 километра от обломките на „Хией“ се намират останките на еднотипния с него линеен крайцер „Киришима“, който потъва на следващия ден (15 ноември 1942 г.) в същия район.

## Коментари
1. ↑  Всички данни се привеждат към декември 1941 г.
2. ↑  Наречен в чест на манастирската планина в съседство с Киото. Виж Апалков Ю. В. С. 95.